# Cueva del Sumidero I
La cueva del Sumidero I es un abrigo con representaciones rupestres localizado en el término municipal de Tarifa, provincia de Cádiz (España). Pertenece al conjunto de yacimientos rupestres denominado Arte sureño, muy relacionado con el arte rupestre del arco mediterráneo de la península ibérica. 
Este abrigo descubierto y descrito por el investigador francés Henri Breuil en 1929 se localiza en las cercanías de la finca de Casas Ranchiles y en 1975 no pudo ser localizado por el historiador alemán Uwe Topper. En los alrededores aparecen las cuevas  del Helechar I,  del Helechar II, de Ranchiles y el yacimiento de la peña de Ranchiles. En esta cueva aparece según Breuil un único símbolo en forma de Phi griega (Φ) y varias manchas muy degradadas que no pueden ser interpretadas.